# Agalmyla macrocolon
Agalmyla macrocolon är en tvåhjärtbladig växtart som beskrevs av Olive Mary Hilliard och Brian Laurence Burtt. Agalmyla macrocolon ingår i släktet Agalmyla och familjen Gesneriaceae. Inga underarter finns listade i Catalogue of Life.